# John Grisham

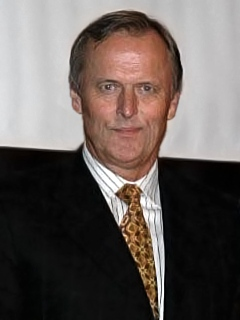
John Grisham (2009)

John Ray Grisham Jr. (* 8. Februar 1955 in Jonesboro, Arkansas) ist ein US-amerikanischer Bestseller-Autor, Rechtsanwalt und demokratischer Politiker. Er schreibt primär Justizthriller und Kriminalromane, die eine Gesamtauflage von 275 Millionen Exemplaren haben und in 42 Sprachen erschienen sind.

## Leben
John Grishams Vater war Bauarbeiter, seine Mutter Hausfrau. Er hat vier Geschwister. Als Kind träumte John Grisham davon, professionell Baseball zu spielen. Als er erkannte, dass seine Fähigkeiten dazu nicht reichen würden, begann er an der Mississippi State University das Studium des Rechnungswesens; anschließend studierte er Rechtswissenschaft an der University of Mississippi. Er beendete 1981 sein Jurastudium und praktizierte danach fast ein ganzes Jahrzehnt als Anwalt in Southaven in DeSoto County. Er spezialisierte sich auf Strafverteidigung und auf Prozesse mit Körperverletzung. 1983 wurde er als Kandidat der Demokratischen Partei in das Repräsentantenhaus von Mississippi gewählt, dem er bis 1990 angehörte.
Nachdem Grisham im Gericht von DeSoto County der Zeugenaussage eines minderjährigen Vergewaltigungsopfers beigewohnt hatte, begann er, einen Roman darüber zu schreiben, was passiert wäre, wenn der Vater des Mädchens ihre Angreifer ermordet hätte. Grisham stand jeden Tag um 5 Uhr morgens auf, um mehrere Stunden zu schreiben, bevor er zur Arbeit ging. So brauchte er drei Jahre, um 1988 Die Jury (A Time to Kill) fertigzustellen. Sein Manuskript, zunächst von mehr als zwei Dutzend Verlagen abgewiesen, wurde schließlich von Wynwood press gekauft und erschien im Juni 1989 in einer Auflage von 5.000 Exemplaren.
Am Tag, als Grisham die Arbeit an Die Jury beendet hatte, begann er mit seinem zweiten Roman: Dieser schildert die Geschichte eines vielversprechenden jungen Anwalts, der von einer scheinbar perfekten Kanzlei, die aber nicht das ist, was sie zu sein scheint, eingestellt wird. Als John Grisham die Filmrechte zu diesem Roman, Die Firma (The Firm), für 600.000 US-Dollar an Paramount Pictures verkaufte, wurde er plötzlich heiß begehrt unter den Verlegern, und Doubleday kaufte die Verlagsrechte. Die Firma wurde der meistverkaufte Roman im Jahr 1991 und blieb 47 Wochen auf der Bestsellerliste der New York Times.
Im Frühjahr 1991 gab Grisham seinen Beruf als Anwalt und seine politischen Ämter auf, um nur noch als Schriftsteller zu arbeiten. Die Tätigkeit als Rechtsanwalt hatte Grisham ohnehin nach eigenen Angaben nicht gefallen: „For lawyers, the main dream of escape is [to] get out of the profession. They dream about a big settlement, a home run, so that they can use the money to do something else.“ Er selbst habe auch so empfunden: „I found myself … representing people I didn’t really like in cases that were boring.“
Die Erfolge von Die Akte (The Pelican Brief), der Platz 1 der New-York-Times-Bestsellerliste erreichte, und Der Klient (The Client), der auf Platz 1 debütierte, bestätigten John Grishams Ruf als Meister des modernen Justizthrillers. Dabei wählte er in diesen drei Bestsellern jeweils das Motiv von idealistischen, jungen Anwälten, welche gegen gewissenlose Vertreter des juristischen Establishments im Konflikt stehen. Sein Erfolg sorgte dafür, dass Die Jury, erneut veröffentlicht, doch noch ein Verkaufserfolg wurde.
Seit John Grisham 1991 Die Firma veröffentlichte, hat er jedes Jahr ein Buch geschrieben. Alle wurden Bestseller, so dass ihn Publishers Weekly im Januar 1998 den „meistgekauften Romancier der 90er-Jahre“ nannte. Bis 2008 wurden über 275 Millionen Exemplare von John-Grisham-Büchern gedruckt und in 40 Sprachen übersetzt (Stand: Januar 2014); zehn Bücher wurden verfilmt. Daneben schrieb Grisham das Drehbuch zu dem Baseballfilm Mickey. Der Film The Gingerbread Man basiert auf einer seiner Kurzgeschichten.
1996 kehrte Grisham als Anwalt in den Gerichtssaal zurück und erstritt für seine Mandanten Schadensersatz in Höhe von 683.500 US-Dollar – der höchste Urteilsspruch seiner anwaltlichen Karriere.
Grisham schrieb nicht nur Justizthriller, sondern auch 2001 Die Farm, 2002 Das Fest und 2003 Der Coach. Mit seinem 2006 erschienenen Werk Der Gefangene wagte er sich erstmals an ein Sachbuch, in dem es ihm um die getreue Schilderung eines tatsächlichen Justizskandals geht.
Im Sommer 2017 äußerte sich Grisham zu den rechtsextremen Demonstrationen in seiner Wahlheimat Charlottesville. Er warf dem US-Präsidenten Donald Trump vor, durch seine Reaktionen Neonazis, Rassisten und Faschisten ermutigt zu haben. Es sei höchste Zeit, diesen törichten Bürgerkrieg, der durch die reichen Grundbesitzer vom Zaun gebrochen und vor 150 Jahren beendet worden sei, hinter sich zu lassen. Denn die Sünde der Sklaverei habe dem Land großes Leid und Unrecht zugefügt. Durch die Verbesserung der Lebensbedingungen für die Schwarzen fühlten sich nun einige Weiße bedroht, weil sie Angst hätten, dass sie abgeben und teilen müssten und nicht für alle genug da sei.

## Familie, Religion und Sport
Grisham ist aktiver bekennender Baptist; er lebt zusammen mit seiner Ehefrau Renée und den beiden Kindern Ty und Shea auf einer Farm in Oxford, Mississippi, und einer Plantage in der Nähe von Charlottesville, Virginia, wo er auch in Ruhe schreiben kann. Daneben besitzt er ein Haus in Fernandina Beach auf Amelia Island in Florida, wo auch viele seiner Romane spielen.
Er ist zudem dem Baseballsport, seiner jugendlichen Leidenschaft, treu geblieben: Grisham fungiert als Baseballtrainer seines Sohnes und als Funktionär der lokalen Baseballnachwuchsliga. Unter dem Namen Cove Creek Park ließ Grisham 1996 sechs Spielfelder auf seinem Grundstück dreißig Kilometer von der nächsten Stadt Charlottesville errichten. Sie dienen 350 Kindern in 26 Nachwuchsteams als Trainingsgelände. Grisham reiste mehrfach mit Leuten seiner Kirche nach Brasilien, um in karitativen Einrichtungen mitzuarbeiten.

## Werke

### Justiz-Romane
- 1989: Die Jury (A Time to Kill)
- 1991: Die Firma (The Firm)
- 1992: Die Akte (The Pelican Brief) (Platz 1 der Spiegel-Bestsellerliste in den Jahren 1993 bis 1994)
- 1993: Der Klient (The Client) (Platz 1 der Spiegel-Bestsellerliste im Jahr 1994)
- 1994: Die Kammer (The Chamber)
- 1995: Der Regenmacher (The Rainmaker) (Platz 1 der Spiegel-Bestsellerliste in den Jahren 1996 und 1997)
- 1996: Das Urteil (The Runaway Jury) (Platz 1 der Spiegel-Bestsellerliste vom 14. April bis zum 8. Juni 1997)
- 1997: Der Partner (The Partner) (Platz 1 der Spiegel-Bestsellerliste im Jahr 1998)
- 1998: Der Verrat (The Street Lawyer)
- 1999: Das Testament (The Testament)
- 2000: Die Bruderschaft (The Brethren)
- 2002: Der Richter (The Summons)
- 2003: Die Schuld (The King of Torts) (Platz 1 der Spiegel-Bestsellerliste vom 31. März bis zum 20. April 2003)
- 2004: Die Liste (The Last Juror)
- 2005: Die Begnadigung (The Broker)
- 2008: Berufung (The Appeal)
- 2009: Der Anwalt (The Associate)
- 2010: Das Geständnis (The Confession)
- 2011: Verteidigung (The Litigators)
- 2012: Das Komplott (The Racketeer)
- 2014: Die Erbin (Sycamore Row)
- 2015: Anklage (Gray Mountain)
- 2016: Der Gerechte (Rogue Lawyer)
- 2017: Bestechung (The Whistler)
- 2018: Forderung (The Rooster Bar)
- 2019: Das Bekenntnis (The Reckoning)
- 2020: Die Wächter (The Guardians)
- 2021: Der Polizist (A Time For Mercy)
- 2021: Der Verdächtige (The Judge's List)
- 2022: Die Heimkehr (Sparring Partners) – 3 Kurzromane: Die Heimkehr (Homecoming) / Erdbeermond (Strawberry Moon) / Sparringspartner (Sparring Partners)
- 2023: Feinde (The Boys from Biloxi)
- 2024: Die Entführung (The Exchange)

### Sonstige Romane
- 2001: Die Farm (A Painted House)
- 2002: Das Fest (Skipping Christmas)
- 2004: Der Coach (Bleachers)
- 2007: Touchdown (Playing for Pizza)
- 2012: Home Run (Calico Joe)
- 2017: Das Original (Camino Island)
- 2020: Das Manuskript (Camino Winds)
- 2021: Das Talent (Sooley)
- 2025: Die Legende (Camino Ghosts)

### Jugendbuchreihe Theo Boone
- 2010: Theo Boone und der unsichtbare Zeuge (Theodore Boone: Kid Lawyer)
- 2011: Theo Boone und das verschwundene Mädchen (Theodore Boone: The Abduction)
- 2012: Theo Boone – Unter Verdacht (Theodore Boone: The Accused)
- 2013: Theo Boone – Der Überfall (Theodore Boone: The Activist)
- 2015: Theo Boone und der entflohene Mörder (Theodore Boone: The Fugitive)
- 2017: Theo Boone und der große Betrug (Theodore Boone: The Scandal)
- 2021: Erwischt: ein neuer Fall für Theo Boone (Theodore Boone: The Accomplice)

### Geschichten
- 2009: Das Gesetz: Stories (Ford County: Stories)[14]
- 2016: Der Vertraute (Partners) – nur als E-Book erschienen
- 2017: Zeugen der Anklage (Witness to a Trial) – nur als E-Book erschienen

### Sachbücher
- 2006: Der Gefangene (The Innocent Man: Murder and Injustice in a Small Town)
- 2024: Unschuldig: True Crime Storys (Framed: Astonishing True Stories of Wrongful Convictions) zusammen mit Jim McCloskey

## Hörbücher
Grisham selbst las zwei seiner Werke als Hörbuch ein – Bleachers (Audible, 2003) und Ford County: Stories (Audible, 2009).
Mit Ausnahme von Die Kammer, Der Coach und Der Vertraute wurden alle Werke als Vorlage für deutschsprachige Hörbuch-Produktionen genutzt. Die Hörbücher wurden in gekürzten oder auch ungekürzten Varianten produziert, gelegentlich sogar beides. All diesen Lesungen ist gemein, dass sie von Charles Brauer gesprochen wurden. Die erste bekannte Hörbuch-Produktion mit ihm entstand 1989, die bislang letzte im Jahr 2024 – demnach nimmt Brauer diese Rolle als „Stammsprecher“ für Grishamromane bereits seit 35 Jahren ein. Die Mehrzahl der Produktionen wird von Random House Audio publiziert.
Die Werke der Jugendbuchreihe Theo Boone wurden als ungekürzte Lesungen mit dem Erzähler Oliver Rohrbeck von Random House Audio produziert und in dessen Label cbj audio publiziert.

## Verfilmungen

### Filme
- 1993: Die Firma
- 1993: Die Akte
- 1994: Der Klient
- 1996: Die Jury
- 1996: Die Kammer
- 1997: Der Regenmacher
- 1998: Gingerbread Man (The Gingerbread Man), nach einer unveröffentlichten Kurzgeschichte
- 2003: A Painted House, TV-Produktion (in Deutschland nicht erschienen)
- 2003: Das Urteil
- 2004: Mickey (Mickey), als Drehbuchautor
- 2004: Verrückte Weihnachten (Christmas with the Kranks) – basiert auf dem Buch Das Fest (Skipping Christmas)

### TV-Serien
- 1995–1996: Der Klient (The Client), 1 Staffel mit 20 Episoden
- 2003: The Street Lawyer, eine Pilotfolge (in Deutschland nicht erschienen)
- 2012: The Firm (TV-Version als Fortsetzung des gleichnamigen Romans, 22 Episoden)

## Sekundärliteratur
- Bernd J. Hartmann: Das Studium der Rechte bei John Grisham. In: Neue Juristische Wochenschrift. C. H. Beck, München 2003, S. 626–629.
- Mel Koler: Art. Grisham, John. In: Roger Matuz (Hrsg.): Contemporary Southern Writers. St. James Press, 1999, S. 171 f., ISBN 1-55862-370-1.
- Mary Beth Pringle: John Grisham: A Critical Companion. Greenwood Press, 1997, ISBN 0-313-29637-5.
- Nancy Best: Literary Companion to Contemporary Authors – John Grisham. Greenhaven Press, 2003, ISBN 0-7377-1664-9.
- Robyn M. Weaver: John Grisham. Lucent Books, 1999, ISBN 1-56006-530-3.